# 落陽 (吉田拓郎の曲)
「落陽」（らくよう）は、吉田拓郎の楽曲。1973年に発表され、その後も様々なバージョンがアルバムに収録されている。また、1989年にシングルとしてフォーライフ・レコードからリリースされた。

## 概要
この曲は1973年11月26日・27日に中野サンプラザで行われた「吉田拓郎リサイタル」で初披露され、その時の模様がライブ・アルバム『よしだたくろう LIVE '73』に収録された。吉田の代表曲の一つで、吉田のコンサートでは「春だったね」と共に頻繁に演奏される曲であり、ファンからの人気も非常に高い曲として知られている。また、1990年代に泉谷しげるが主催したチャリティーコンサート「日本をすくえ!」で拓郎が参加したコンサートでは常に盛り上げる曲として最初の方に歌われていた。
岡本おさみが北海道を放浪した時の実体験に基づいており、旅の途中で出会った老人のサイコロ賭博に明け暮れることに至った人生と、苫小牧港から仙台港に向かうフェリーに乗る自分をわざわざ見送りに来てくれたその老人との、港での別れ際の情景を歌っている。実際に老人が岡本に渡したサイコロは1個だったが、岡本の詩を見た拓郎が「サイコロは2個でしょ」と歌詞を変えた。

## 「落陽」 (吉田拓郎のシングル)
1989年9月13日発売。発売元はフォーライフ・レコード（現・フォーライフミュージックエンタテイメント）。

### 解説
「落陽」は日本テレビ系ドラマ『あの夏に抱かれたい』の主題歌。
両曲ともに打ち込みがメインのリメイクバージョンで、「落陽」は、アルバム『176.5』に収録されているアルバム・バージョンよりアウトロが1分近く長くなっている。
「祭りのあと」の歌詞の中に、「まにあうかもしれない」（アルバム『元気です。』）の一部が挿入されている。
本作以降は8cmCDでのリリースに移行した。

### 収録曲
| 全作詞: 岡本おさみ、全作曲・編曲: 吉田拓郎。 |                |            |            |      |
| #                                            | タイトル       | 作詞       | 作曲・編曲 | 時間 |
| 1.                                           | 「落陽」       | 岡本おさみ | 吉田拓郎   | 6:34 |
| 2.                                           | 「祭りのあと」 | 岡本おさみ | 吉田拓郎   | 6:45 |
| 合計時間:                                    | 合計時間:      | 13:19      |            |      |

## 収録ディスク
この他にも「落陽」は様々なアルバム・DVDに様々なバージョン（主にライブバージョン）で収録されている。

### アルバム
『たくろうLIVE'73』（1973年）
- 「落陽」が初めて収録されたアルバム。
- 『吉田拓郎 THE BEST PENNY LANE』等ベスト・アルバムなどは主にこのアルバムに収録されたバージョンを収録していることが多い。

『TAKURO TOUR 1979』（1979年）
- 後に『COMPLETE TAKURO TOUR 1979』に収録された。

『TAKURO TOUR 1979 Vol.2 落陽』（1979年）
- アコースティック・バージョンが収録されている。
- 拓郎が当時の心境を語っている部分がある。
- 後に『COMPLETE TAKURO TOUR 1979』に収録された。

『176.5』（1990年）
- 上記のシングル・バージョンが収録されている。

『LIFE』（1996年）
- 上記のシングル・バージョンにリミックスが施されたバージョンが収録されている。

『豊かなる一日』（2004年）
- 瀬尾一三率いるビッグバンドによる壮大なアレンジが施されたライブバージョンが収録されている。

『吉田拓郎ライブ コンサート・イン・つま恋'75』（2012年）
- 1975年に行われた「コンサート・イン・つま恋」での演奏が収録されている。
- バックバンドは瀬尾一三バンド。

### DVD
『コンサート イン つま恋 1975』
- 『吉田拓郎ライブ コンサート・イン・つま恋'75』と同バージョン。

『'79 篠島アイランドコンサート』
- バックバンドは瀬尾一三バンド。

『'82日本武道館コンサート 王様達のハイキング』
『吉田拓郎LIVE〜全部だきしめて〜』
- アレンジ・バックバンドはLOVE LOVE ALL STARS。

『101st Live 02.10.30 』
- 瀬尾率いるビッグバンドによる演奏を収録。
- 『豊かなる一日』や『TAKURO & his BIG GROUP with SEO 2005 Live & His RARE Films』よりキーが低い。

『TAKURO & his BIG GROUP with SEO 2005 Live & His RARE Films』
- 瀬尾率いるビッグバンドによる演奏を収録。

『Forever Young Concert in つま恋 2006』
- サビでは吉田は歌っていない。後奏では打ち上げ花火が上がっている。
- iTunesでは音源のみの配信もされている。

『拓郎ヒストリー』
- 1985年に開催された「吉田拓郎 ONE LAST NIGHT IN つま恋」で演奏されたバージョン。
- ゲストミュージシャンとして高中正義・後藤次利・田中清司が演奏に参加している。

## 「落陽」 (山田パンダのシングル)

### 収録曲

#### A面
1. 落陽  – （4分14秒）
作詞：岡本おさみ / 作曲：吉田拓郎 / 編曲：瀬尾一三

#### B面
1. いつもなら  – （4分08秒）
作詞・作曲：山田つぐと / 編曲：小笠原寛

### 制作スタッフ
- 制作担当 - 佐藤継雄
- 録音担当 - 山崎まさつぐ

## 他アーティストによるカバー
- ダークダックス - 1980年、アルバム『山の讃歌』に収録。
- Mi-Ke - 1992年、アルバム『忘れじのフォーク 白い2白いサンゴ礁』に収録。
- アナム&マキ - 2002年、シングル「ファイト!」に収録。
- 大友康平 - 2008年、アルバム『J-STANDARD 70's 』に収録。
- 怒髪天 - 2008年、アルバム『吉田拓郎トリビュート〜結婚しようよ〜』に収録。
- LoVendoЯ - 2013年、アルバム『ラベンダー カバー The ROCK 』に収録。
- 吉幾三 - 2014年、アルバム『あの頃の青春を詩う vol.2』に収録。
- 谷村新司 - 2017年、アルバム『STANDARD～呼吸～』に収録。
- 寺岡呼人feat.竹原ピストル - 2017年、『今日までそして明日からも、吉田拓郎 tribute to TAKURO YOSHIDA』に収録。
- 島津亜矢 - 2017年、アルバム『SINGER 4』に収録。
- 桑田佳祐 - 2019年、ライブDVD『平成三十年度! 第三回ひとり紅白歌合戦』に収録。
- 森恵 - 2020年、アルバム『COVERS Grace of the Guitar+』に収録。
- 松本孝弘 - 2024年、アルバム『THE HIT PARADE II』に収録[9]。